# Morgano
Morgano (IPA: /morˈɡano/, Morgàn in veneto) è un comune italiano di 4 484 abitanti della provincia di Treviso in Veneto.
Si tratta di un comune sparso in quanto sede comunale non è il borgo omonimo ma la più popolosa Badoere, dove si trovano tutti i maggiori servizi.

## Geografia fisica e politica
Il comune si estende in un'area completamente pianeggiante a ponente del capoluogo provinciale.
Il territorio è caratterizzato dalla presenza dei fiumi Sile e Zero e da altri corsi d'acqua secondari (scolo La Piovega). Attorno a questi si è formato un peculiare ambiente umido ricco di risorgive, tutelato grazie all'istituzione del Parco naturale regionale del Fiume Sile.
La densità abitativa piuttosto bassa ha inoltre permesso di mantenere ampie zone a destinazione agricola.
Nella zona delle Ongarie è presente una zona industriale.

## Storia
Un'antica leggenda tramandata dall'Hypnerotomachia Poliphili (opera quattrocentesca attribuita a Francesco Colonna) afferma che in questi luoghi visse Murgania, figlia del console romano Lelio Silero. La giovane, a causa della sua bellezza, fu identificata dalla popolazione con la dea Venere e le fu eretto un tempio.
Leggende a parte, la presenza umana nel luogo si è radicata in tempi remoti, favorita dall'abbondanza di risorse idriche. I reperti più antichi risalgono al neolitico e all'eneolitico.
Il toponimo, tuttavia, sembra derivare da un antroponimo medievale (Mergano). Anche le prime notizie storiche sono abbastanza tarde (XII secolo) e si riferiscono alla chiesa di San Martino, la cui intitolazione ne collocherebbe la fondazione in epoca longobarda o franca. Fu compresa nei possedimenti dei feudatari da Morgano, ma nel Trecento seguì le sorti di Treviso e passò alla Serenissima.
Verso la metà del XVI secolo il territorio fu spartito tra alcune famiglie nobili (Badoer, Basadonna, Revedini, Marcello). Durante il periodo veneziano si assistette a una certa crescita economica, favorita dalla presenza dei fiumi che garantivano risorse idriche, ittiche ed energia per azionare mulini. Questa floridezza portò all'istituzione di un mercato presso la barchessa della villa di Angelo Badoer (1689), attorno al quale si andò a formare il borgo di Badoere.

### Simboli
Lo stemma e il gonfalone sono stati concessi con decreto del presidente della Repubblica del 25 febbraio 1983.
Il gonfalone è un drappo partito di bianco e di rosso.

## Monumenti e luoghi d'interesse

### Chiesa parrocchiale

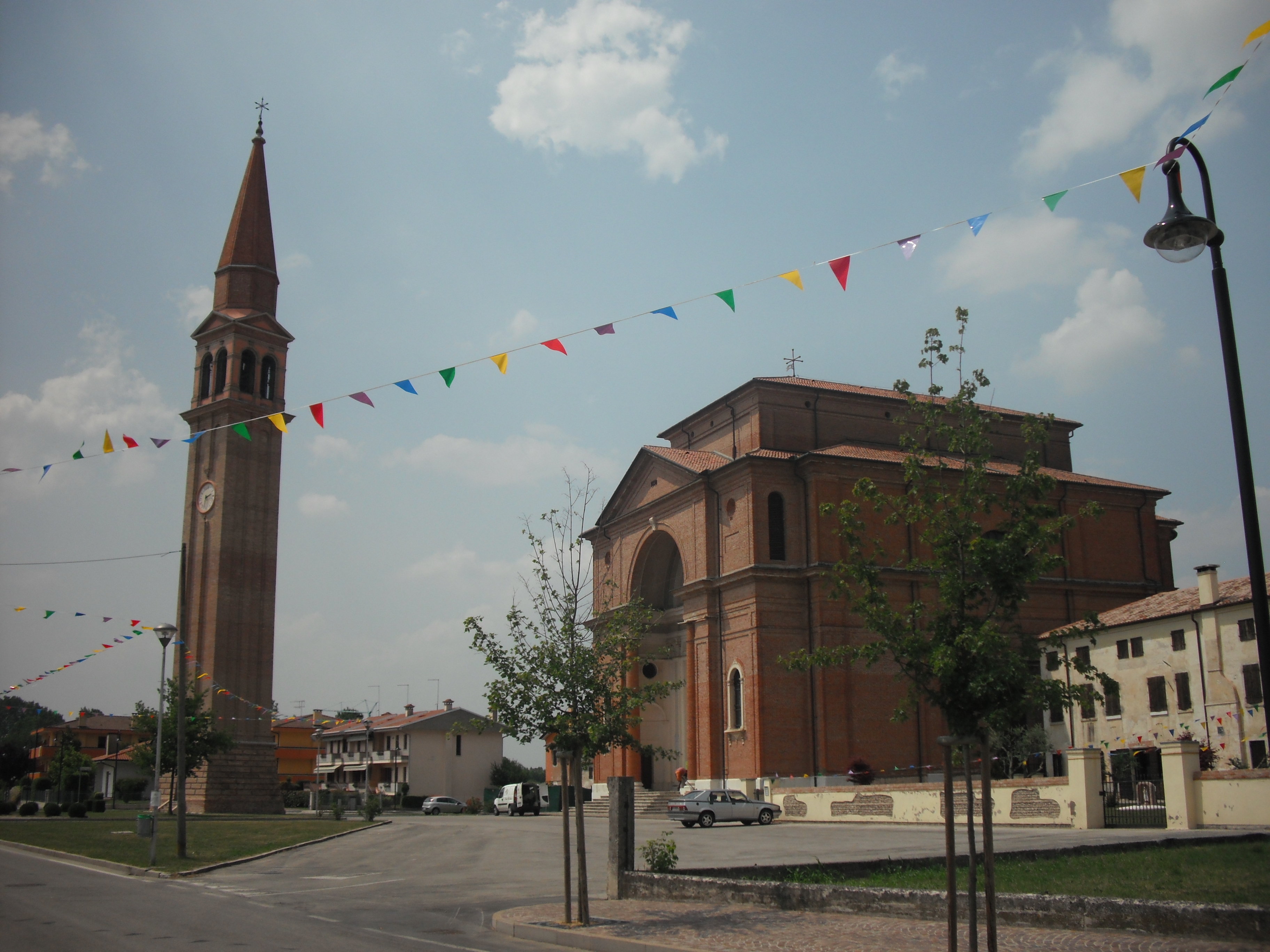
La chiesa parrocchiale

Di origini assai antiche, fu ricostruita in imponenti forme neorinascimentali su progetto dell'architetto Giuseppe Segusini e per iniziativa del parroco don Giovanni Battista Trentin. I lavori cominciarono nel 1858 ma incontrarono grosse difficoltà a causa delle spesi ingenti. L'edificio fu completato solo nel 1890.

### Capitello votivo di san Cristoforo
Numerose edicole e piccoli altari ("capitelli votivi"), spesso dotati di immagini sacre,  accompagnano il corso del Sile, caratterizzando il paesaggio rurale trevigiano con l'espressione di una diffusa religiosità popolare. La loro collocazione presso le rive del fiume deriva dall'importanza di questo e dei fenomeni atmosferici per l'economia locale, basata soprattutto sull'agricoltura: i "capitelli votivi" erano posti vicino ai luoghi da proteggere (campo, abitazione, corso d'acqua), verso i quali guardavano. Servivano come punto d'incontro per la recita del rosario (soprattutto nel mese di maggio), e come stazioni dinanzi alle quali potersi raccogliere in preghiera durante le processioni, come poteva avvenire per il Corpus Domini, l'Ascensione, il Venerdì Santo o per il rito delle rogazioni.
Il "capitello votivo " di Morgano, dedicato a san Cristoforo, protettore dei pellegrini e invocato contro le inondazioni, si trova nelle immediate vicinanze del ponte di legno sul Sile, un tempo semplice passerella, dietro ai moderni impianti sportivi. L'edicola sacra era destinata a proteggere chi doveva attraversare il fiume. All'interno della nicchia esistono affreschi, raffiguranti il santo dedicatario, risalenti al Cinquecento (come altri nei "capitelli" di Cendon e di San Giuseppe). Sulla volta della nicchia un recente restauro ha rimesso in luce una colomba bianca,

### Vecchia fornace
Un tempo lungo il fiume Sile si trovavano numerose fornaci per la produzione dei laterizi, concentrate in particolare nel basso corso del fiume, dopo Treviso, tra Sant'Antonino e Musestre, tanto che questo tratto era conosciuto anche come “la riviera delle fornaci”. Gli stabilimenti erano chiamati "fornasotti" e i forni rimanevano accesi quattro o cinque giorni, in corrispondenza di ogni infornata di laterizi. Si trovavano in aree ricche di argilla, e quando la vena del materiale si esauriva, venivano spostate in un altro luogo. A questa attività si riferisce l'antico adagio "Omo de fornasa, caval de restèra, femena de risèra". Nella seconda metà del Novecento, il numero di fornaci crebbe per far fronte alla crescente domanda di materiale edilizio e nello stesso periodo fece la sua comparsa il forno Hoffmann, che grazie ad un sistema a ciclo continuo permise un sensibile aumento della produzione.
Ai primi dell'Ottocento le amministrazioni prima napoleonica e poi austriaca diedero impulso alla rete stradale locale, in particolare tra il 1830 e il 1848 e la ghiaia necessaria per questi lavori venne ricavata dal fondo del fiume: nacquero nuove professioni, come quella degli “abboccatori” (cavatori di ghiaia) con zattere e “baiòn” (grande badile con manico di circa un metro e con all'estremità fissato una sorta di cesto realizzato con una maglia di rete e funzionante a mo' di setaccio).
Il catasto napoleonico del 1810 testimonia nel territorio di Morgano la presenza di una fornace, di proprietà della famiglia Basadonna. Questa si trovava in località Settimo, presso le vie Fornaci e Barbasso. Nei pressi si trovano le attuali “buse de Carlesso”, una profonda palude, in località “Ongarie”, che segna il luogo dei vecchi giacimenti dai quali gli operai della adiacente fornace Carlesso estraevano la crèa (argilla). La palude è costituita da numerosi stagni collegati da lingue di terra ed è ricca di pesce. Vi si trovano la ninfea bianca e la folaga, mentre in estate è presente anche l'airone rosso.
Nei pressi dell'antica fornace si trova inoltre un vecchio mulino a più ruote. Nei pressi una busa, formatasi per l'intensa attività di escavazione, offre rifugio a diverse specie di volatili (martin pescatore, beccaccini, anatidi, folaghe, gallinelle d'acqua, porciglioni, garzette, nitticore, aironi cenerini, poiane e falchi pescatori) Tra le specie vegetali si citano la salcerella, il garofanino d'acqua e il cardo palustre. Nelle vicinanze sono stati realizzati due capanni per l'osservazione e la caccia fotografica, vista la ricchezza di specie migratorie e stanziali che praticano questo invaso. Sull'argine destro è stato inoltre realizzato un sentiero che consente di osservare, stando sulla sponda opposta del fiume, la grande palude asciutta, di circa trenta ettari.

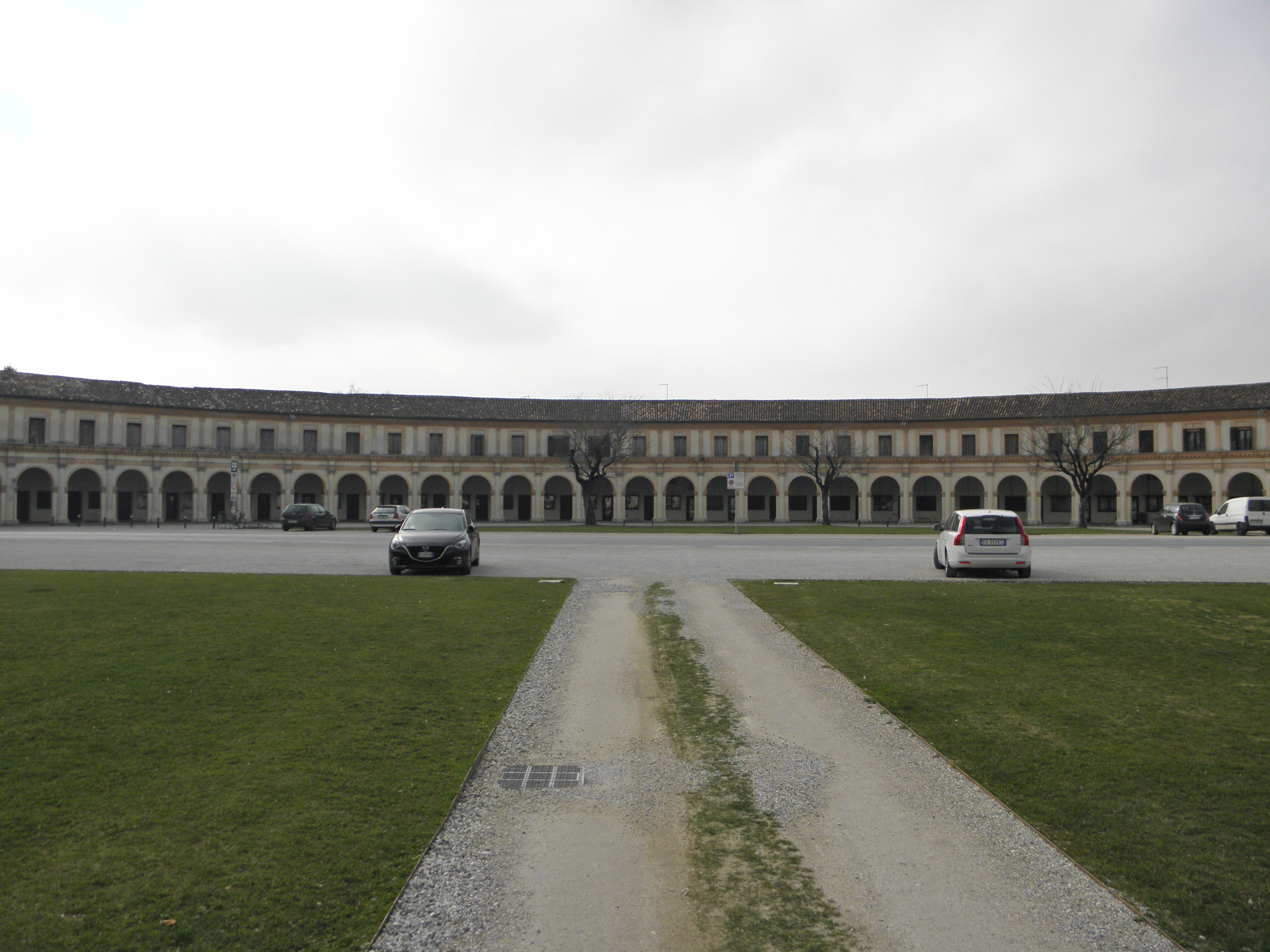
Piazza Indipendenza: la Rotonda "nobile", la barchessa posta ad ovest che ospita le attività commerciali.

### Barchessa di Villa Badoer
La Barchessa di Villa Badoer Marcello è una parte superstite di villa veneta del XVIII secolo, opera di Giorgio Massari, ubicata in piazza Indipendenza nella frazione Badoere.
Si tratta di un lungo porticato che si articola in due emicicli interrotti dal passaggio di una strada pubblica (SP 68 "di Istrana"). All'interno è racchiuso un ampio spazio circolare (piazza Indipendenza) che costituisce il cuore del paese. 

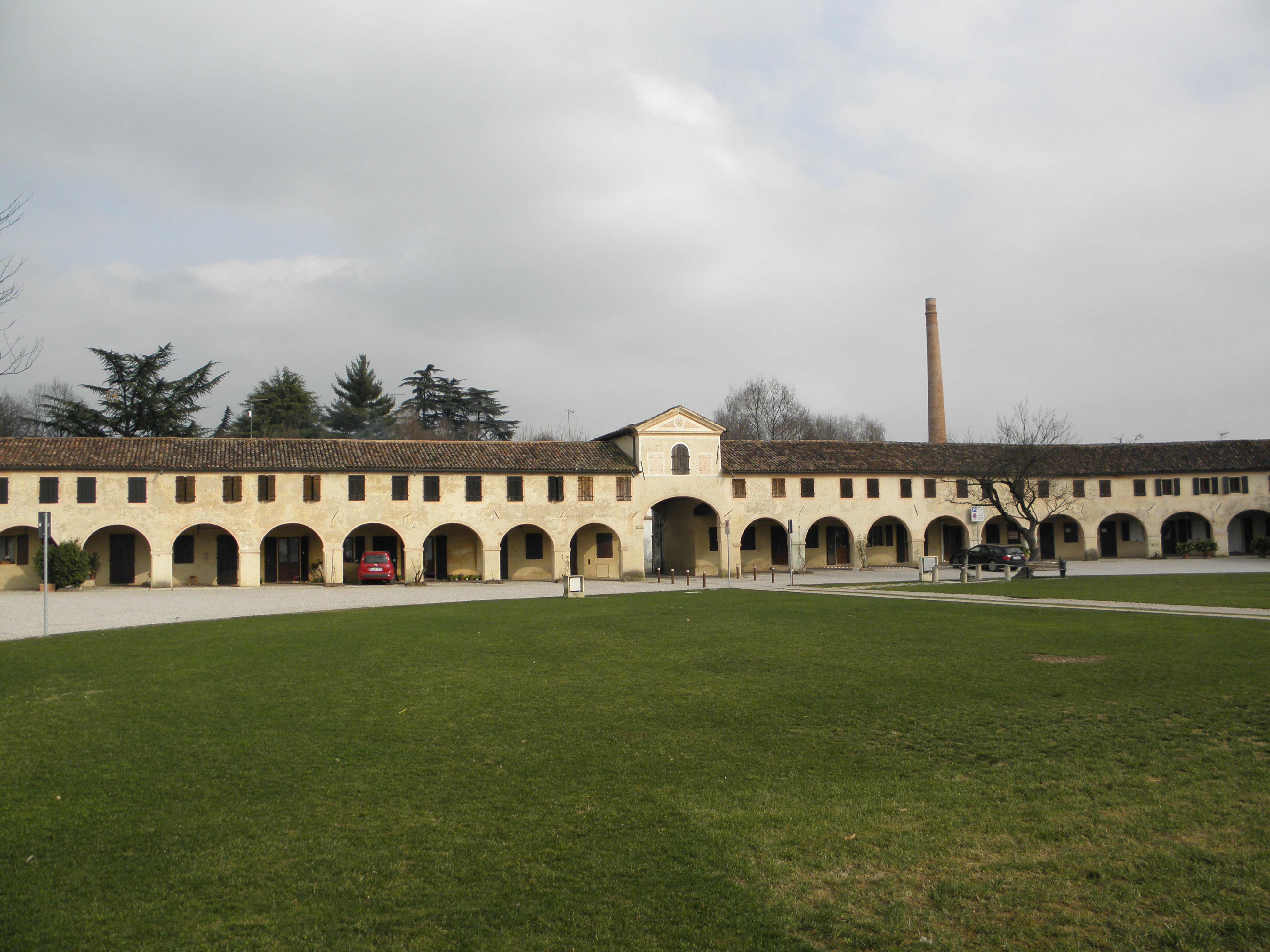
La Rotonda "rustica"

L'edificio di ponente è la parte "nobile" del complesso; in origine se ne attribuiva il progetto a Giorgio Massari, ma studi più recenti propendono per un architetto riccatiano, forse Francesco Maria Preti. L'altro ha invece linee più spartane, pur completando armonicamente il complesso. Queste differenze sono alla base delle diverse destinazioni d'uso: la barchessa occidentale ospitava esercizi commerciali, mentre quella orientale costituiva gli alloggi dei braccianti. Il complesso si conclude con la chiesetta di Sant'Antonio (1645).

### Ferrovia Treviso-Ostiglia
Il comune di Morgano è attraversato dalla tratta della ex Ferrovia Treviso-Ostiglia, oggi dismessa e adibita a pista ciclopedonale (pista ciclabile Treviso-Ostiglia). 

## Società

### Evoluzione demografica
Abitanti censiti

### Etnie e minoranze straniere
Al 31 dicembre 2017 gli stranieri residenti nel comune erano 241, ovvero il 5,4% della popolazione. Di seguito sono riportati i gruppi più consistenti:
1. Albania 56
2. Romania 46
3. Marocco 39
4. Cina 22

## Cultura

### La sagra del Carmine
I festeggiamenti per la Beata Vergine Maria del Monte Carmelo ricorrevano il 16 luglio di ogni anno.

## Amministrazione

### Sindaci dal 1986
| Periodo          | Periodo        | Primo cittadino    | Partito               | Carica  | Note |
| ---------------- | -------------- | ------------------ | --------------------- | ------- | ---- |
| 13 dicembre 1986 | 27 giugno 1990 | Leonida Lorenzetto | Democrazia Cristiana  | Sindaco |      |
| 27 giugno 1990   | 24 aprile 1995 | Vittorio Miatello  | Democrazia Cristiana  | Sindaco |      |
| 24 aprile 1995   | 14 giugno 1999 | Vittorio Miatello  | Popolari Democratici  | Sindaco |      |
| 14 giugno 1999   | 14 giugno 2004 | Giuliano Pavanetto | Lega Nord             | Sindaco |      |
| 14 giugno 2004   | 8 giugno 2009  | Giuliano Pavanetto | Lega Nord-Liga Veneta | Sindaco |      |
| 8 giugno 2009    | 26 maggio 2014 | Elena Basso        | Lega Nord - altre     | Sindaco |      |
| 26 maggio 2014   | in carica      | Daniele Rostirolla | Lega Nord - altre     | Sindaco |      |

### Gemellaggi
Macerata Campania